# Республиканец
Республиканец (укр. Республіканець) — село в Мыловской сельской общине Бериславского района Херсонской области Украины.
Почтовый индекс — 74362. Телефонный код — 5546. Код КОАТУУ — 6520684802.
На территории современного села находилась Каменская Сечь.

## Население
Население по переписи 2001 года составляло 279 человек.

### Языковой состав
Родной язык населения по данным переписи 2001 года:
| Язык       | Численность, чел. | Доля     |
| ---------- | ----------------- | -------- |
| Украинский | 233               | 83,51 %  |
| Русский    | 37                | 13,26 %  |
| Молдавский | 8                 | 2,87 %   |
| Другое     | 1                 | 0,36 %   |
| Итого      | 279               | 100,00 % |